# Купрат(III) калия
Купрат(III) калия — неорганическое соединение,
комплексный окисел металлов калия и меди с формулой KCuO2,
синие кристаллы,
реагирует с водой.

## Получение
- Нагревание смеси оксида меди(II) и надпероксида калия:

{\displaystyle {\mathsf {2CuO+2KO_{2}\ {\xrightarrow {400-500^{o}C}}\ 2KCuO_{2}+O_{2}}}}

## Физические свойства
Купрат(III) калия образует кристаллы цвета от голубовато-стального до тёмно-синего.
Является диамагнетиком.

## Химические свойства
- Реагирует с водой с образованием чёрно-коричневого осадка.

- Растворятся в разбавленных кислотах:

{\displaystyle {\mathsf {4KCuO_{2}+12HCl\ {\xrightarrow {}}\ 4CuCl_{2}+4KCl+6H_{2}O+O_{2}\uparrow }}}